# 1399
1399 (MCCCXCIX) var ett normalår som började en onsdag i den julianska kalendern.

## Händelser

### September
- 30 september – Rikard II blir avsatt av sin kusin Henrik Bolingbroke, som under namnet Henrik IV utropas till ny kung av England och herre över Irland och därmed grundar den engelska kungaätten Lancaster. Rikard II dör ett knappt halvår senare, troligtvis av svält.

### Oktober
- 13 oktober – Henry IV av England kröns.

### Okänt datum
- Novgoroderna anfaller norra Finland, men anfallet tycks ha varit ganska lindrigt.

## Födda
- Lazzaro Vasari, italiensk konstnär.
- Zara Yaqob, kejsare av Etiopien.

## Avlidna
- 3 februari – Johan av Gent, hertig av Lancaster.
- 17 juli – Hedvig av Polen, polsk regent.
- 15 augusti – Ide Pedersdatter Falk, svensk godsägare och klosterstiftare.
- 1 november – Johan V, hertig av Bretagne.
- Tran Thuan Tong, vietnamesisk kejsare.